# Рамдавон, Претидев
Претидев Рамдавон (род. 1958 год) — доктор медицинских наук, директор Международного центра лазерной информационно-энергетической медицины. Выпускник Университета дружбы народов им. Патриса Лумумбы (1986).

## Биография
Претидев Рамдавон родился в 1958 году. В 1986 году окончил медицинский факультет Университета дружбы народов имени Патриса Лумумбы по специальности «лечебное дело».
В 1991 году защитил кандидатскую диссертацию по двум областям медицины, то есть сердечно-сосудистой хирургии и патологической физиологии в результате совместных экспериментальных и клинических научно-исследовательских работ на кафедре патологической физиологии медицинского факультета РУДН и в отделе хирургии сердца Всесоюзного Научного Центра Хирургии (ВНЦХ) при Академии Медицинских Наук СССР (Москва).
Учился в докторантуре у профессора-патофизиолога Виктора Алексеевича Фролова (1936—2016). В 1993 году защитил докторскую диссертацию, получил степень доктора медицинских наук.
Работа по окончании института: научный сотрудник медицинского факультета РУДН (1991), адъюнкт-профессор медицины (1992),
В 1995 году вернулся на родину. Открыл на Маврикии частный медицинский центр — «Центр Лазерной Энергетической Медицины», где использует и развивает информационно-энергетическую медицину. Основным медицинским методом в работе врачей его клиники является лазерная инфо-энергетическая терапия.
Занимаемые в последующем должности: Президент Международной Академии Информационной и Энергетической Медицины (IAIEM); бывший директор Международной Академии Световой Медицины (IALM), которая уже конвертирована в Международную академию Информационной и Энергетической Медицины (IAIEM); Почётный член Международной Ассоциации Хирургов (IAS); Почётный член Европейской Медицинской Лазерной Ассоциации (EMLA); Учредительный член Международной Академии Лазерной Медицины и Хирургии (IALMS); Член Международного Ученого Совета Всемирной Ассоциации Лазерной Терапии (WALT); консультант лазеро-производящих компаний;